# 吉爾曼鎮區 (愛荷華州奧西歐拉縣)
吉爾曼鎮區（英語：Gilman Township）是位於美國愛荷華州奧西歐拉縣的一個行政鎮區。

## 地方資料
根據2010年美國人口普查的數據，吉爾曼鎮區的面積為93.81平方千米，當中陸地面積為93.71平方千米，而水域面積為0.10平方千米。當地共有人口712人，而人口密度為每平方千米7.59人。